# Franz Kasimir von Kleist
Franz Kasimir von Kleist (né le 25 janvier 1736 à Stettin et mort le 30 mars 1808 à Berlin) est un général d'infanterie prussien qui se rend aux troupes françaises en tant que gouverneur de Magdebourg en 1806.

## Biographie

### Origine
Ses parents sont le Generalleutnant Franz Ulrich von Kleist (de) et sa première épouse Luise Eleonore, née Gans Edle zu Putlitz (de). Il est le plus jeune fils de ce mariage.

### Carrière militaire
Kleist rejoint le régiment d'infanterie de son père (de) à l'âge de 20 ans. Il y est promu premier lieutenant en 1760. Au siège de Schweidnitz (de), il se distingue comme ingénieur, mais est blessé. En 1762, Kleist devient aide de camp du roi Frédéric II et en 1769 adjudant du prince héritier Frédéric-Guillaume, avec le caractère de major. En 1777, il est transféré au 20e régiment d'infanterie "Jung-Stutterheim (de)". Pendant la guerre de Succession de Bavière, il est dans l'armée du prince Henri, où il commande un bataillon de volontaires. Le 8 septembre 1780, il est promu colonel et commandant de régiment. Le 1er juin 1788, il est promu général de division et nommé chef du 12e régiment d'infanterie "von Wunsch". En 1800, il reçoit le 5e régiment d'infanterie "von Kalkstein", devient chevalier de l'Ordre de l'Aigle noir et est nommé gouverneur de Magdebourg. En 1802, il est finalement promu General der Infanterie.

### Chute de Magdebourg en 1806
Comme aucune nouvelle fortification de Magdebourg n'a été construite depuis 1740 et qu'aucun travail d'entretien n'a été effectué depuis la fin du XVIIIe siècle, la forteresse ne peut pas résister à la nouvelle technique d'armement. Après la capitulation de la dernière grande armée de campagne près de Prenzlau et la reddition des forteresses de Stettin, Spandau et Custrin, Kleist estime qu'il est inutile de continuer à résister et remet le 8 novembre 1806 la forteresse au maréchal napoléonien Michel Ney avec environ 24 000 hommes d'équipage, 600 pièces d'artillerie et de grandes réserves. Comme Kleist a conclu la reddition après seulement trois semaines de siège et malgré sa supériorité numérique, elle est restée controversée jusqu'à aujourd'hui.
Le comportement de Kleist fait l'objet de la Commission d'enquête immédiate (de). Cette commission s'est réunie le 6 décembre 1807 sur ordre du roi Frédéric-Guillaume III du 27 novembre 1807 et travaille jusqu'en 1812. En raison du travail de la commission, de nombreux officiers sont licenciés, certains de manière déshonorante. Des poursuites en cour martiale sont également engagées dans plusieurs affaires, les verdicts dans certains cas étant l'emprisonnement dans une forteresse mais dans le cas du commandant de la forteresse de Küstrin le colonel von Ingersleben et du général d'infanterie Kasimir von Kleist la peine de mort. Le colonel von Ingersleben est condamné par contumace et meurt à l'étranger ; le général von Kleist est déjà décédé avant le procès.
Le 16 janvier 1809, à l'instigation du roi, une cour martiale réunie à Königsberg dirigée par le maréchal général Friedrich Adolf von Kalckreuth examine la capitulation de Magdebourg. Elle conclut ainsi : « Le général V. Si K. était encore en vie, il aurait dû être arquebusé à cause de la remise précipitée de l'importante forteresse de Magdebourg aux Français, ce qui était tout à fait contraire à ses devoirs. »

### Mariage et progéniture
Sa femme est également une Kleist de la branche de Zützen : Caroline Luise Eleonore Johanne von Kleist (1747–1780). Elle est la fille du colonel Karl Wilhelm von Kleist (de) (1707-1766) et de son épouse Eva Luise Eleonore, née von Schlomach (1726-1813). Le couple a les enfants suivants :
- Franz Alexander (1769–1797) marié avec Albertine von Jungk (1774–1854)
- George (né et mort en 1770)
- Friedrich Ludwig Heinrich (1771–1838) marié le 10 juin 1799 avec Charlotte Marianne Sophie Luise Eleonore von Donop (de) (1777–1855)
- Caroline (née en 1767)
- Wilhelmine Luise Caroline Johanna (morte en 1839) marié avec NN von Waldow (de)